# Nifoxipam
Le nifoxipam est une benzodiazépine vendue comme nouveau produit de synthèse.
C'est pourtant un métabolite du flunitrazépam.
C'est une benzodiazépine utilisée pour la recherche scientifique.
Le nifoxipam n'a aucun recul et aucun article n'est disponible sur ce composé. On ne peut que spéculer sur sa demi-vie, sa toxicité ou son métabolisme.